# Habitatge al carrer del Roser, 22 (Olot)
L'Habitatge al carrer del Roser, 22 era una casa d'Olot (Garrotxa) que va ser enderrocada l'any 2015 i que havia estat protegida com a bé cultural d'interès local.

## Descripció
Era una casa entre mitgeres de planta rectangular i teulat a dues aigües. Disposava de baixos i dos pisos; als primers es podia observar una ampla porta d'accés centrada, amb dues obertures als costats. Als pisos superiors, i seguint amb la simetria general, al centre hi vèiem més balcons amb una finestra a cada costat. Es van utilitzar carreus per les obertures dels baixos i les del primer pis; la façana va ser arrebossada i pintada. La porta principal conservava una llinda on s'hi podia llegir "JAUME 1790 SERRA" entre ornaments.

## Història
A mitjans de la segona meitat del segle xviii començà un vigorós redreçament demogràfic i econòmic a tot Catalunya. Aquesta prosperitat convertí Olot en la vila més poblada de les nostres comarques. Durant aquest temps es bastiran tres edificis importants a la capital de la Garrotxa: l'Església parroquial de Sant Esteve d'Olot, l'església del Tura i l'Hospici. Entre els habitatges construïts en aquesta època destaquen els del carrer de Les Estires que, tipològicament, són iguals a la casa número 22 del carrer del Roser.
L'any 2015 va ser enderrocat degut al seu estat ruïnós i per les seves patologies estructurals i funcionals, després de molts anys deshabitat i abandonat.